# 石井七歩
石井 七歩（いしい なほ、1991年3月16日（33歳）-）は、日本の女性現代美術家・芸術家。

## 人物
東京都生まれ。2010年頃より、自身が生まれ育った江戸川区の団地の記憶を元に、今のスタイルである都市と自然を融合させた素描を中心に作品制作を行い始め、様々な部品を積み上げ、自動筆記的に描く手法を取っている。今は表現の幅を拡げるため、造形やデジタル絵画などにも挑戦している。
16歳のときに芸術系の高校に進学するも、高校3年生の3学期に「どうしても、これ以上我慢できなくなって」高校を中退した。その後、多摩美術大学に進むも、違和感を抱き、1か月で学校に見切りをつけ、3-4か月後に中退した。代わりにアーチスト集団「旅団」を結成して団長を務め、団長として組織を成長させながら数々の作品制作を行った。組織としての行き詰まりを感じ、自らの判断で旅団を解散させた後は、セルフプロモーションによるフリーランスに転向した。
一時、メイド喫茶でメイドを担当していたこともある。
SNSを前提として個人で戦略的に活動を展開し続けており、先鋭的な感覚を持つ鑑賞者から、徐々にではあるが注目され始める。今はSNS上の特徴的な活動により、各種メディアにおいて「SNS時代のアーティスト」と言った謳い文句でも紹介されている。
2010年の活動開始時より、長らくモノクロの絵画を描いていたが、2018年頃から赤色を多用し始めた。

## 主な参加展覧会
- 2011年 堂島リバービエンナーレ2011 "ECOSOPHIA-アートと建築-"　／堂島リバーフォーラム（大阪）
- 2012年 超群島 - Hyper Archipelago[2]　／表参道GYRE（東京）
- 2012年 超群島 - Light of Silence[3]　／青森県立美術館（青森）
- 2013年 VOCA展2013 現代美術の展望−新しい平面の作家たち[4]　／上野の森美術館（東京）
- 2017年 六本木アートナイト2017[5] ／（東京）
- 2019年 INTERPRETATIONS, TOKYO ‐ 17世紀絵画が誘う現代の表現[6] ／ 原美術館（東京）

## 個展
- 2016年 ブロークン・トーキョー ： 再構築の街　／中銀カプセルタワービル（東京）[7]
- 2018年 Her name is Metropolis ／阪急メンズ東京（東京）
- 2020年 ESCAPE ／阪急メンズ東京　TAGBOAT gallary（東京）

## メディア出演
- 2017年 ブレイク前夜 ／BSフジ
- 2019年 ファッション通信 #1604 WEST MEETS EAST〜来日デザイナーズスペシャル〜 ／BSテレ東
- 2022年2月8日 超無敵クラス／日本テレビ放送網
- 2022年 かまいガチ ／テレビ朝日